# チュー・ヴァン・タン
チュー・ヴァン・タン（ベトナム語: Chu Văn Tấn；漢字：朱文晉/朱文新, 1909年5月22日 - 1984年）は、ベトナムの軍人、政治家。ベトナム労働党中央委員。ベトナム人民軍陸軍に所属し、最終階級は上将。

## 経歴
チュー・ヴァン・タンは1909年、北部タイグエンのヌン族の家庭に生まれた。1930年代初めにインドシナ共産党入党。1935年、第1回党大会において党中央委員に選出される。1945年9月2日に成立したベトナム民主共和国臨時政府ではホー・チ・ミンに指名され国防大臣も務めた。
第一次インドシナ戦争中の1948年1月1日、少将の階級を授与される。同年1月25日、第1連区区長および第1連区抵抗・行政委員会軍事委員に任命された。翌1949年11月4日、ベトバック連区抵抗委員会主席兼軍事委員に任命され、同年11月22日には連区軍政治委員となる。
1951年2月、第2回ベトナム労働党大会において党中央委員に再選。
ジュネーヴ協定による休戦後、1956年11月2日にベトバック自治区行政委員会主席に任命される。1957年6月6日、ベトバック軍区政治委員に任命。1959年8月31日、上将に昇格。
1960年9月、第3回党大会において党中央委員に再選。1961年1月23日、第3期党中央委員会第3回総会において党中央軍事委員会委員に任命され、ベトナム戦争で指揮を執った。
しかし、1976年12月の第4回党大会では中央委員に選ばれず、失脚した。中国派のホアン･ヴァン･ホアンを支持した為とも、少数民族自治区の廃止に反対した為とも言われる。
また、1976年2月25日に党＝国家に暗殺されたとも伝えられる。